# Ohio Scientific Superboard II
Ohio Scientific Superboard II (Superboard II) је кућни рачунар фирме OHIO Scientific који је почео да се производи у САД током 1978. године.
Користио је MOS Technology 6502 микропроцесорску јединицу а RAM меморија рачунара је имала капацитет од 4 KB, прошириво до 8 KB на плочи. 

## Детаљни подаци
Детаљнији подаци о рачунару Superboard II су дати у табели испод.
|                       |                                                             |
| [ 1 ]                 |                                                             |
| Произвођач            |                                                             |
| Тип                   | кућни рачунар                                               |
| Меморија              | 4 KB, прошириво до 8 на плочи                               |
| Поријекло             | Сједињене Америчке Државе                                   |
| Година                | 1978                                                        |
| Тастатура             | пуни помак тастера, 50 тастера                              |
| Процесор              |                                                             |
| Фреквенција процесора | 1 (оверклок до 2 )                                          |
| RAM                   | 4 прошириво до 8 на плочи                                   |
| ROM                   | 8 (OSI BASIC + монитор)                                     |
| Текст                 | 16 до 48 знакова x 16 линија                                |
| Графика               | нема, али 128 графичких знакова                             |
| Боја                  | једна боја                                                  |
| Звук                  | General Instruments AY-3-8910 програмибилни генератор звука |
| Димензије             | непознато                                                   |
| Портови               |                                                             |
| Оперативни систем     | [[]]                                                        |